# Eugen Frescher
Eugen Frescher, Jewgienij Eduardowicz Freszer (ros. Евгений Эдуардович Фрешер, ur. 1890 w Rozentalu (później: Szkolnoje) k. Melitopola, zm. 1938) – radziecki polityk i działacz partyjny pochodzenia niemieckiego.

## Życiorys
Syn pracownika młyna, od 1901 pracował w fabryce w Carycynie, 1914-1917 jako żołnierz rosyjskiej armii brał udział w I wojnie światowej, walczył m.in. pod Krakowem, Tarnopolem i na Froncie Tureckim, kontuzjowany i trzykrotnie ranny, 1918 wstąpił ochotniczo do Armii Czerwonej. Od marca 1919 członek RKP(b), od 1920 sekretarz komitetu partyjnego Zarządu Spraw Wewnętrznych w Carycynie, sekretarz Komitetu Powiatowego RKP(b) w Mikołajowie, naczelnik rejonu do likwidacji bandytyzmu. 1923-1930 sekretarz rejonowego komitetu partyjnego w Carycynie/Stalingradzie, kierownik Wydziału Organizacyjnego Stalingradzkiego Komitetu Gubernialnego/Dolnowołżańskiego Komitetu Krajowego RKP(b)/WKP(b), 1931-1932 sekretarz Dolnowołżańskiego Komitetu Krajowego WKP(b). Od 2 czerwca 1932 do 19 stycznia 1934 sekretarz odpowiedzialny Komitetu Obwodowego Autonomicznej Socjalistycznej Republiki Radzieckiej Niemców Powołża, od stycznia 1934 do 25 stycznia 1935 II sekretarz Saratowskiego Komitetu Krajowego WKP(b), od 30 grudnia 1934 do 7 lutego 1936 I sekretarz Komitetu Obwodowego Autonomicznej Socjalistycznej Republiki Radzieckiej Niemców Powołża, od stycznia 1936 do 1937 przewodniczący Komitetu Wykonawczego Saratowskiej Rady Krajowej, od 1 lutego do 26 lipca 1937 ponownie I sekretarz Komitetu Obwodowego Autonomicznej Socjalistycznej Republiki Radzieckiej Niemców Powołża. Delegat na XV Wszechrosyjski Zjazd Rad (26 lutego - 5 marca 1931), XIII Zjazd RKP(b) (23-31 maja 1924) i XVII Zjazd WKP(b) (26 stycznia - 10 lutego 1934).
W sierpniu 1937 aresztowany, następnie skazany na śmierć i rozstrzelany.